# Coribapta
Coribapta là một chi bướm đêm thuộc họ Geometridae.